# 国鉄1320形蒸気機関車

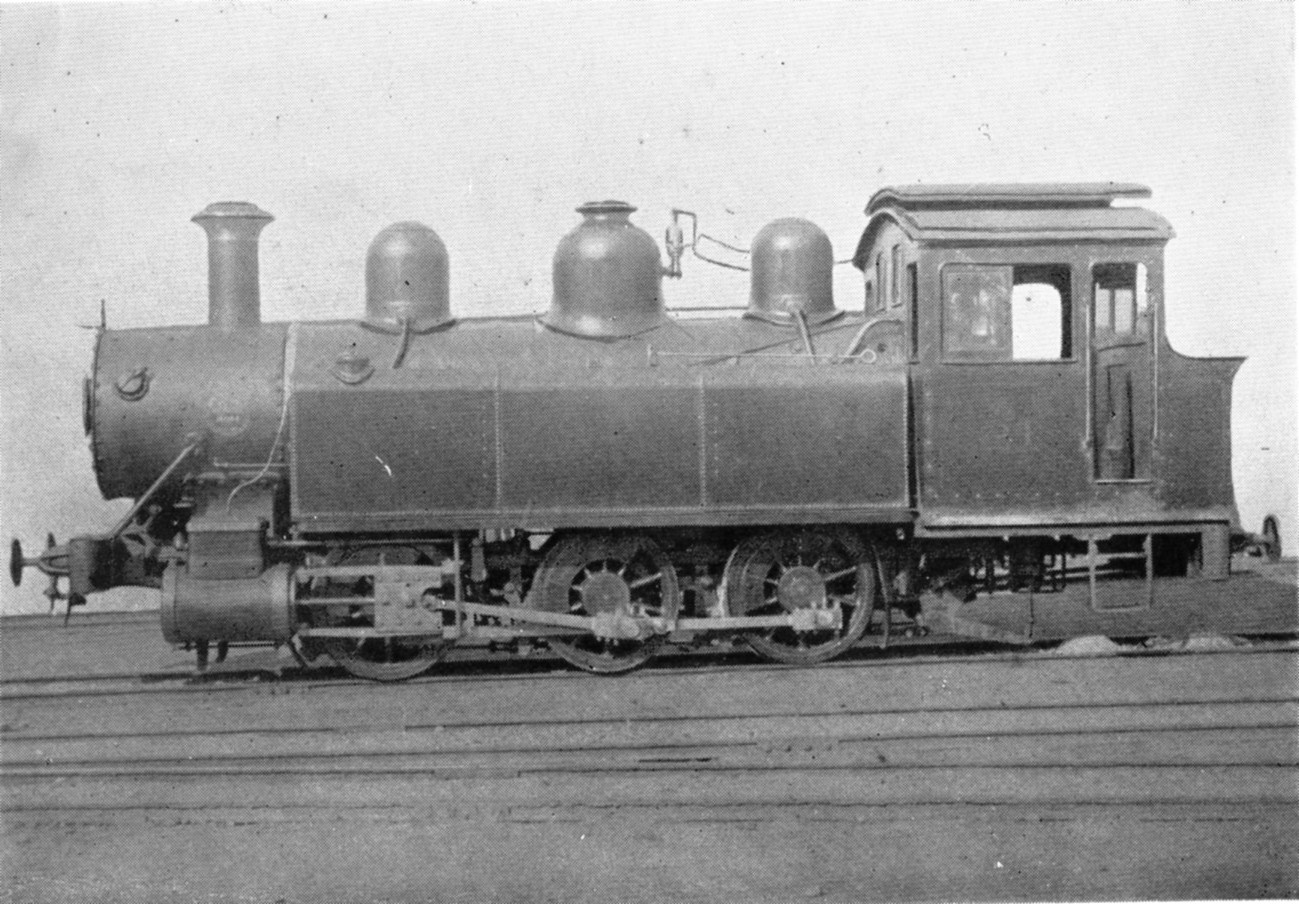
鉄道院1320形（番号不明）

1320形は、かつて日本国有鉄道の前身である鉄道院に在籍したタンク式蒸気機関車である。

## 概要
本形式は、1906年（明治39年）に制定された鉄道国有法により買収された九州鉄道から引き継がれた、車軸配置0-6-0(C)の単式2気筒、飽和式タンク機関車で、4両（1320 - 1323）が存在した。
さらに遡れば、筑豊鉄道が1894年（明治27年）7月にアメリカのボールドウィン・ロコモティブ・ワークスから輸入した20, 21（製造番号14043, 14044）、および豊州鉄道が1894年に開業用に用意した1（製造番号14069）、並びに1896年（明治29年）4月に増備された5（製造番号14803）である。1897年（明治30年）に筑豊鉄道、1901年（明治34年）に豊州鉄道が九州鉄道に事業譲渡され、それぞれ90形（90, 91）、166形（166, 170）に改められた。
両者は、メーカーの種別呼称では6-22Dと称する同形機で、前後のオーバーハングの長さと運転室屋根上の通風器、側水槽の給水口の形状がわずかに異なるのみである。形態的には、筑豊鉄道の車軸配置0-8-0(D)タンク機関車（後の鉄道院4030形）と同調している。
国有化後は、北九州の行橋、鳥栖、一部は大津で入換用に使用されたが、1918年（大正7年）に廃車され、全車が八幡製鉄所に払い下げられた。八幡製鉄所では、80 - 83と改番されたが、後に314, 315, 393, 394となり、1940年（昭和15年）頃に動輪以外の部分をすべて新造して更新され、全く別物の機関車になってしまった。さらに1951年（昭和26年）から1953年（昭和28年）にかけて代車新造され、1952年（昭和27年）に339, 340, 350, 351に改番され、1963年（昭和38年）および1964年（昭和39年）に廃車された。

## 主要諸元
1914年版形式図の1320, 1321の諸元を示す。
- 全長 : 8,827mm
- 全高 : 3,337mm
- 全幅 : 2,438mm
- 軌間 : 1,067mm
- 車軸配置 : 0-6-0(C)
- 動輪直径 : 1,067mm
- 弁装置 : スチーブンソン式アメリカ型
- シリンダー（直径×行程） : 356mm×508mm
- ボイラー圧力 : 9.8kg/cm2
- 火格子面積 : 1.2m2
- 全伝熱面積 : 66.1m2
  - 煙管蒸発伝熱面積 : 60.1m2
  - 火室蒸発伝熱面積 : 6.1m2
- ボイラー水容量 : 2.35m3
- 小煙管（直径×長サ×数） : 44.5mm×3,023mm×142本
- 機関車運転整備重量 : 33.40t
- 機関車空車重量 : 27.16t
- 機関車動輪上重量（運転整備時） : 33.40t
- 機関車動輪軸重（第2動輪上） : 13.03t
- 水タンク容量 : 2.27m3
- 燃料積載量 : 0.98t
- 機関車性能
  - シリンダ引張力 : 5,030kg
- ブレーキ装置 : 手ブレーキ、蒸気ブレーキ